# Nico Hiraga
Nicholas Hiraga (San Francisco, 19 dicembre 1997) è un attore statunitense. È noto per aver interpretato Seth nel film del 2021 Moxie e Tanner nel film del 2019 La rivincita delle sfigate. Hiraga ha recitato anche in Summer of 17, Skate Kitchen, North Hollywood, nelle serie Ballers, e Ragazze elettriche e nel film del 2022 Da ciao ad addio.

## Biografia

### Primi anni
Hiraga è nato il 19 dicembre 1997 a San Francisco, California, da Jun e Alison Hiraga. Suo padre è nippo-americano e sua madre è franco-americana. Suo padre è un regista e fotografo mentre sua madre è una pittrice e graphic designer.

### Carriera
Hiraga ha esordito come attore nel 2017 nel film The Flare. Ha poi recitato nei film Skate Kitchen, La rivincita delle sfigate, Girl Power - La rivoluzione comincia a scuola, North Hollywood, Da ciao ad addio e Rosaline.
Nel 2023, Hiraga è stato scelto per interpretare il ruolo principale di Ryan nella serie drammatica fantascientifica britannica Ragazze elettriche, basata sull'Ragazze elettriche di Naomi Alderman.
Nel 2024 è stato protagonista del film Sweethearts, diretto da Jordan Weiss.

## Filmografia

### Cinema
- The Flare, regia di Federico Vitetta (2017)
- Summer of 17, regia di Mikey Alfred - cortometraggio (2017)
- Skate Kitchen, regia di Crystal Moselle (2018)
- La rivincita delle sfigate (Booksmart), regia di Olivia Wilde (2019)
- Godspeed, regia di Davonte Jolly (2020)
- Girl Power - La rivoluzione comincia a scuola (Moxie), regia di Amy Poehler (2021)
- North Hollywood, regia di Mikey Alfred (2021)
- Da ciao ad addio (Hello, Goodbye and Everything in Between), regia di Michael Lewen (2022)
- Rosaline, regia di Karen Maine (2022)
- Love in Taipei, regia di Arvin Chen (2023)
- Goodrich, regia di Hallie Meyers-Shyer (2024)
- Sweethearts, regia di Jordan Weiss (2024)
- For Worse, regia di Amy Landeckerine (2025)

### Televisione
- Ballers – serie TV, 3 episodi (2018)
- Ragazze elettriche (The Power) – serie TV, 7 episodi (2023)

## Doppiatori italiani
Nelle versioni in italiano delle opere in cui ha recitato, Nico Hiraga è stato doppiato da:
- Alex Polidori in Girl Power - La rivoluzione comincia a scuola, Rosaline
- Alessio Puccio in Da ciao ad addio
- Stefano Broccoletti in Love in Taipei
- Riccardo Suarez in Ragazze elettriche